# Shrewsbury (Vermont)
Pour les articles homonymes, voir Shrewsbury.
Shrewsbury est une ville du comté de Rutland, dans le Vermont aux États-Unis.
| Clarendon (Vermont)   |            |
|                       | Shrewsbury |
| Wallingford (Vermont) |            |